# 1158년

## 연호
- 남송(南宋) 소흥(紹興) 28년
- 금(金) 정륭(正隆) 3년
- 일본(日本) 호겐(保元) 3년
- 서하(西夏) 천성(天盛) 10년
- 리 왕조(李朝) 다이딘(大定) 19년

## 기년
- 남송(南宋) 고종(高宗) 32년
- 금(金) 해릉양왕(海陵煬王) 10년
- 고려(高麗) 의종(毅宗) 12년
- 서하(西夏) 인종(仁宗) 19년
- 리 왕조(李朝) 영종(英宗) 21년